# Siegfried Rumbler
Siegfried Rumbler (* 16. Mai 1941 in Frankfurt am Main; † 19. Dezember 1997 in Gotha) war ein deutscher Heimatforscher. 

## Leben und Werk
Rumbler war erster Vorsitzender des Taunusklubs Stammklub gegr. 1868 e. V. und seit Februar 1989 ehrenamtlicher Koordinator der Arbeiten zur Erfassung und zum Nachweis historischer Grenzsteine in Hessen. Nach ihm wurde der Siegfried-Rumbler-Weg benannt, der Grenzstein-Rundwanderweg des Taunusklubs, der am Sandplacken im Taunus startet und durch die Geschichte Hessens im 19. Jahrhundert im Bereich der Hohen Mark führt. Mit Heinrich Riebeling richtete er im Freilichtmuseum Hessenpark einen Grenzsstein-Lehrwanderpfad ein.
Die heimatkundlichen Schriften Rumblers werden von zahlreichen wissenschaftlichen Bibliotheken geführt. Der Heimatforscher verstarb während der Ausarbeitung einer Exkursion in Gotha.

## Schriften
- 25 Jahre Heimatkundlicher Arbeitskreis, Träger des hessischen Denkmalschutzpreises 1990 (mit Horst Wagner),  Verlag Taunusklub, Frankfurt am Main, 1996
- Kleindenkmale in Hessen (mit Heinrich Riebeling), Freilichtmuseum Hessenpark, Neu-Anspach, 1984
- Rund um den Feldberg/ Taunus in alten Ansichten, Flechsig Verlag, 1992, ISBN 978-3-88189049-6
- 125 Jahre Taunusklub Stammklub - Urkunden, Verlag Waldemar Kramer, Frankfurt am Main, 1993
- Grenzstein-Rundwanderweg im Hohen Taunus, Hohemarkbereich, Sandplacken. Eine Wanderung durch die Geschichte Hessens im 19. Jahrhundert, Verlag Taunusklub/Verlag Waldemar Kramer, Frankfurt am Main, 1979, ISBN 978-3-78291073-6
- Bericht über den augenblicklichen Stand der Grenzsteinaufnahme im Hohemarkbereich des Taunus, Verlag Taunusklub, Frankfurt am Main, 1976

## Beiträge
- Siegfried Rumbler (Hrsg. und Vorwort), Richard Zorn (Autor): Grenzsteine des Rhein-Main-Gebietes - Eine heimatkundliche Beschreibung alter Grenzsteine im Taunus, in der Wetterau, Lahn-, Rhein- und Maingegend, mit näheren Ausführungen über das ältere Grenzsteinwesen, über die verschiedenen Arten von Grenzzeichen (1931, Nachdruck: Frankfurt am Main, 1982)
- Siegfried Rumbler (Hrsg. des Nachdrucks): Instruktion für die Feldgeschworenen des Grossherzogtums Hessen - vom 23. Februar 1833, Frankfurt am Main, 1982
- Ein historischer Grenzstein aus der Landgrafenzeit.  Jahrbuch der Hessischen Kirchengeschichtlichen Vereinigung. Darmstadt, Ausg. 33. 1982, S. 72 f.
- Jahrbuch 1994 des Main-Taunus-Kreis - Beitrag: Ambet, Hanseklinger, Pflasterschisser und andere Ortsspitznamen
- Rad und Sparren, Zeitschrift des Historischen Vereins Rhein-Main-Taunus, Heft 5 - 1977 - Beitrag: Historische Grenzsteine
- Rad und Sparren, Zeitschrift des Historischen Vereins Rhein-Main-Taunus, Heft 8 - 1979 - Beitrag: Die fünf Zeugen eines Viermärkers im Hohen Taunus
- Rad und Sparren, Zeitschrift des Historischen Vereins Rhein-Main-Taunus, Heft 9 - 1980 - Beitrag: Spitznamen von Gemeinden im Main-Taunus-Kreis